# 8e Pantserdivisie (Verenigd Koninkrijk)

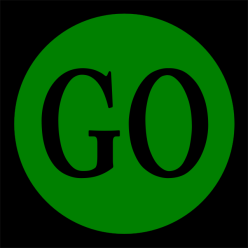
Insigne van het Britse 8e Pantserdivisie

De Britse 8e Pantserdivisie (Engels: 8th Armoured Division) was een Britse pantserformatie tijdens de Tweede Wereldoorlog.

## Geschiedenis
De divisie werd naar Noord-Afrika gezonden maar zag nooit als complete formatie het slagveld. Als divisie kon het niet beschikken over een infanteriebrigade met trucks, het werd opgesplitst en werd uiteindelijk op 1 januari 1943 in Egypte ontbonden.
Tijdens de Tweede Slag bij El Alamein werd een plan opgesteld om de overblijfselen van divisie om te vormen in een zelfstandige aanvalseenheid. Ze moesten door de Duits-Italiaanse linies doorbreken en zover mogelijk naar Tobroek oprukken, echter het plan om gebruik te maken van de divisie werd geschrapt en de eenheden die al de voorhoede vormde werden gebruikt.

## Opperbevelhebbers
De divisie had tijdens zijn bestaan vier bevelhebbers ( General Officer Commanding) gehad.
- 4 november 1940– brigadier A.G. Kenchington (tijdelijk)
- 14 december 1940 – generaal-majoor Richard McCreery
- 15 oktober 1941 – generaal-majoor Charles Norman
- 24 augustus 1942 – generaal-majoor C.H. Gairdner